# Евразийски икономически съюз
Евразийският икономически съюз (на руски: Евразийский экономический союз, съкратено „ЕАЭС“) е международна организация за регионална икономическа интеграция, в която участват Армения, Беларус, Казахстан, Киргизия и Русия. Основан е през 2014 г., на базата на вече съществуващия Митнически съюз.

## История
Идеята за формиране на общност от държави, много подобна на Европейския съюз, е представена на обществеността през октомври 2011 г. от тогавашния министър-председателя на Русия Владимир Путин, но създаването ѝ е предложено за първи път от президента на Казахстан Нурсултан Назарбаев в реч в Московския университет през 1994 г.
Когато споразумението за създаване на митнически съюз в рамките на Евразийската икономическа общност влиза в сила през юли 2010 г., през декември същата година на срещата на върха на Митническия съюз на ЕАЕС е постигнато споразумение за формирането на Евразийския икономически съюз, основан на общото икономическо пространство на Беларус, Казахстан и Русия.
На 9 октомври ръководителите на Евразийската икономическа общност се споразумяват за присъединяването на Киргизстан към Митническия съюз на Русия, Беларус и Казахстан на 18 ноември в Москва.
Руският президент Дмитрий Медведев, президентът на Беларус Александър Лукашенко и президентът на Казахстан Нурсултан Назарбаев подписват документи за следващата фаза на интеграция, в т.ч. Декларация за евразийската икономическа комисия, Споразумение за Евразийската икономическа комисия и Регламенти за евразийската икономическа комисия.
Декларацията за евразийската икономическа интеграция говори за прехода от 1 януари 2012 г. към следващата интеграционна стъпка – към общо икономическо пространство, основано на нормите и принципите на Световната търговска организация и отворено на всеки етап от нейното формиране до присъединяването на други държави. Крайната цел е създаването на Евразийския икономически съюз през 2015 г. По-късно е изготвен нов основен документ – Договорът за Евразийския икономически съюз.
На 18 ноември 2011 г. президентите на Русия, Беларус, Казахстан и Узбекистан подписват договор, който поставя за цел създаването на Евразийския съюз през 2015 г. Договорът включва пътна карта за бъдеща интеграция и създава Евразийската комисия (подобна на Европейската комисия) и Евразийската икономическа зона, която започва да функционира на 1 януари 2012 г.
От 2012 г. трите страни от Митническия съюз започват работа по общото икономическо пространство (ОИП), което е създадено за създаване на условия за стабилно и ефективно развитие на икономиките на договарящите страни и повишаване на жизнения стандарт на населението. Споразуменията за пълна интеграция на Митническия съюз са приети на 18 ноември 2011 г. и встъпват в сила през юли 2012 г.
През февруари 2012 г. председателят на Държавната дума Сергей Наришкин заявява, че след създаването на митническия съюз и общото икономическо пространство, партньорите възнамеряват да продължат със създаването на национален евразийски парламент – митническия съюз и общото икономическо пространство, които ще бъдат създадени за формирането на бъдещия Евразийски съюз.
На 20 март Наришкин заявява, че „Евразийската междупарламентарна асамблея, която ще замени Междупарламентарната асамблея на Евразийския икономически съюз, трябва да разработи закони, основани на основните правни отношения, и в крайна сметка да се превърне в пълноправен Евразийски парламент“, състоящ се от законодателни и надзорни области, подобни на Европейския парламент и формирани въз основа на преки демократични избори“.
На 19 декември 2012 г. съветникът на президента на Русия Сергей Глазиев заявява, че въвеждането на единна валута в рамките на Евразийския икономически съюз е обсъждано няколко пъти, но това не е било положително решение. Той прави следното изявление: „В рамките на Митническия съюз естествено се получава доминирането на рублата, ако изключим долара и еврото, които все още са в процес на изчисления до голяма степен за енергията, като теглото на рублата във взаимната търговия на трите страни е около 90%“.
На 3 септември, след преговорите на най-високо ниво между президентите на Русия и Армения, президентът на Армения Серж Саркисян обявява решението на страната си да се присъедини към Митническия съюз. На 16 септември председателят на комисията на Държавната дума на Русия по въпросите на ОНД, евразийската интеграция и връзките със сънародниците Леонид Слуцки, говорейки на пресконференция, отново обявява планове за създаване на Евразийски парламент – позиция, която според официални лица трябва да бъде включена в Споразумението за Евразийския икономически съюз.
На 21 октомври, по време на посещение в Русия, вицепремиерът на сирийското правителство Кадрил Джамил заявява намерението на страната си да се присъедини към Митническия съюз, като подчертава, че страната вече е събрала всички необходими документи.
На 11 ноември Русия и Казахстан подписват „договор за добросъседство и съюз през 21 век“, който полага основите на бъдещо стратегическо партньорство между двете страни.

### Развитие
| Подписване Встъпване в сила Документ                                              | 1991 1991—1994 Съглашение за създаване на организация на независимите държави (текст) | 1996 Договор за задълбочаване на интеграцията в икономическата и хуманитарната области | 2000 2001 Договор за учредяване на евразийска икономическа общност | 2007 2010 Договор за създаване на единна митническа територия и основаване на митнически съюз | 2007 и 2011 2012 Декларация за евразийска икономическа интеграция | 2014 2015 Договор за евразийски икономически съюз |  |  |  |  |  |  |       |
|                                                                                   |                                                                                       |                                                                                        |                                                                    |                                                                                               |                                                                   |                                                   |  |  |  |  |  |  |       |
|                                                                                   | Евразийски икономически съюз (ЕАЭС)                                                   |                                                                                        |                                                                    |                                                                                               |                                                                   |                                                   |  |  |  |  |  |  |       |
| Единно икономическо пространство (ЕЭП)                                            |                                                                                       |                                                                                        |                                                                    |                                                                                               |                                                                   |                                                   |  |  |  |  |  |  |       |
| Митнически съюз                                                                   |                                                                                       |                                                                                        |                                                                    |                                                                                               |                                                                   |                                                   |  |  |  |  |  |  |       |
| Евразийска икономическа общност (ЕврАзЭС)                                         |                                                                                       |                                                                                        |                                                                    |                                                                                               |                                                                   |                                                   |  |  |  |  |  |  |       |
| Договор за задълбочаване на интеграцията в икономическата и хуманитарната области |                                                                                       |                                                                                        |                                                                    |                                                                                               |                                                                   |                                                   |  |  |  |  |  |  |       |
| Организация на независимите държави (ОНД)                                         | Организация на независимите държави (ОНД)                                             | Организация на независимите държави (ОНД)                                              |                                                                    |                                                                                               |                                                                   |                                                   |  |  |  |  |  |  | п б р |